# フーベルト・フォン・ヘルコマー
フーベルト・フォン・ヘルコマー（Hubert von Herkomer、1849年5月26日 - 1914年3月31日）はドイツ生まれでイギリスで活躍した画家、版画家である。美術学校を設立し、多彩な活動をし、映画の製作や、自動車レースのプロモートをしたことでも知られる。日本では、名前を英語式にヒューバート・フォン・ヘルコマーとすることもある。バイエルン国王から賞を受け、貴族となってフォン・ヘルコマーと名乗るようになったのは1899年からである。

## 略歴
バイエルン王国のヴァールに生まれた。父親は熟練した木彫り職人で、母親は音楽が得意で、音楽の才能もヘルコマーに受け継がれた。
家族はよりよい暮らしを求めて、1851年にアメリカ合衆国に移住し、オハイオ州のクリーブランドに住んだが、成功を得られず1857年にヨーロッパに戻り、イギリスのサウサンプトンに住んだ。サウサンプトンの学校で美術を学び始め、1865年に良い教育を求めて父親とミュンヘンに渡り、ミュンヘン美術院に入学を試みるが、資金などの面で断念し、1866年からロンドンのロイヤル・カレッジ・オブ・アートでルーク・フィルズ(Luke Fildes :1843-1927)とともに学び、1869年にロイヤル・アカデミー・オブ・アーツの展覧会に初めて出展した。
1869年から、新たに創刊された雑誌「The Graphic」のイラストレータとして収入を得るようになり、両親と故郷のバイエルンを訪れるようになり、バイエルンの風景や農民の生活はヘルコマーの得意な題材となった。1875年にアカデミーに出展した作品などで、画家といての地位を高め、1878年のパリ万国博覧会にも出展し、入賞した。
1879年にアカデミーの準会員に選ばれ、1890年に正会員になった。その他に1894年に王立水彩画協会(Royal Watercolour Society)や王立版画家協会(Royal Society of Painter-Printmakers)の会員にも選ばれた。1885年から1909年までオクスフォード大学のスレード教授職を務めた。
1896年にヴィクトリア女王から、サーの称号を与えられ、1899年にバイエルン王、オットー1世から功労賞(Verdienstorden der Bayerischen Krone) を授けられ、ナイトの称号を得た。同じ年に、ドイツ皇帝、ヴィルヘルム2世からプール・ル・メリット勲章を受けた。

## 様々な活動

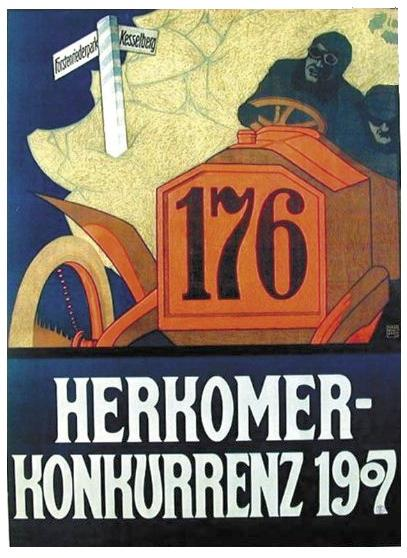
1907年の「ヘルコマー競技会」のポスター

### 絵画学校校長
1873年からハートフォードシャーのブッシー(Bushey)にスタジオを開き活動していたが、1883年にブッシーに絵画学校(Herkomer's Art School)を開き、1904年頃まで、無給で校長を務めた。独特の規則で知られた絵画学校は、25人の学生で始まった後、1893年頃には学生が100人近くになり、21年間の間に500人を超える学生が卒業した。主な卒業生にはルーシー・ケンプ＝ウェルチ（Lucy Kemp-Welch:1869-1958)やジョージ・ハーコート(George Harcourt :1868-1947)がいる。

### モーター・スポーツ
熱心な自動車愛好家のヘルコマーはドイツで自動車ラリー、「ヘルコマー競技会」(Herkomer-Konkurrenz)を創設した。競技規則を作り、優勝カップを製作し寄付した。バイエルン自動車クラブによって開催された1000㎞程度の距離で競う「ヘルコマー競技会」は1905年から1907年まで3回、開催された。

### 映画スタジオの創立
ヘルコマーはブッシーに「Lululaund」と名付けたロマネスク・リヴァイヴァル建築の邸を立てて住んでいたが、1913年にこの邸に映画スタジオ、Bushey Studiosを作り、自ら監督を務めて映画を製作した。このスタジオはヘルコマーが亡くなった後の1915年に、映画会社、British Actors Film Companyに売却された。

## 作品

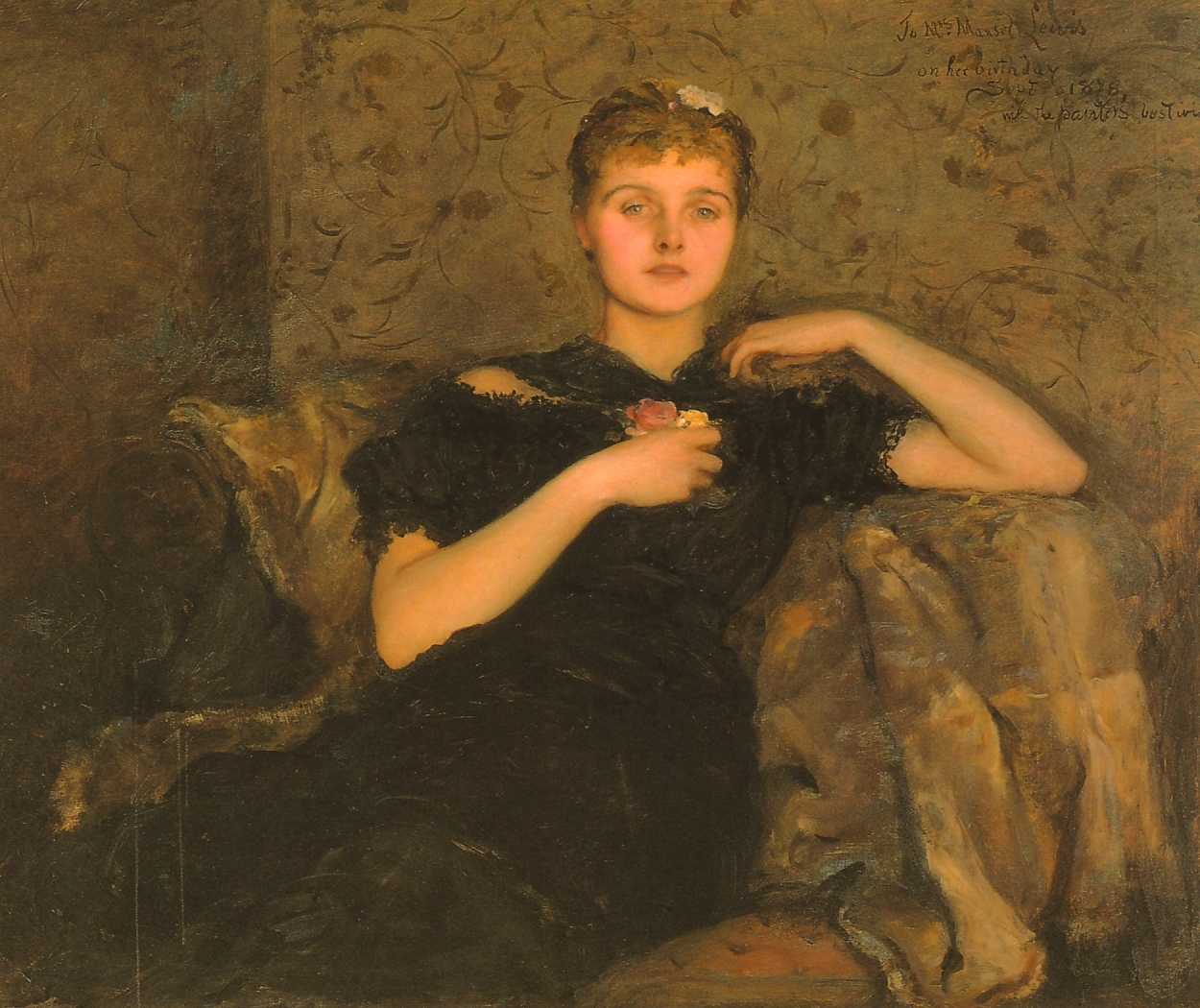
Portrait of Miss May Miles(1878)
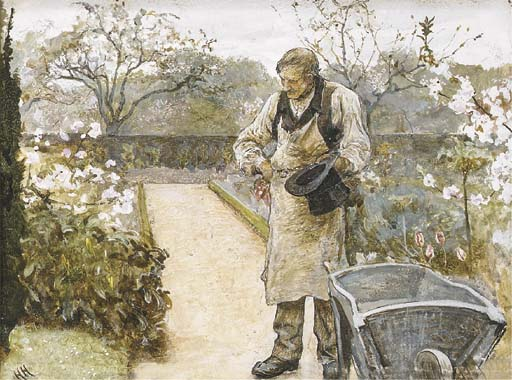
年老いた庭師
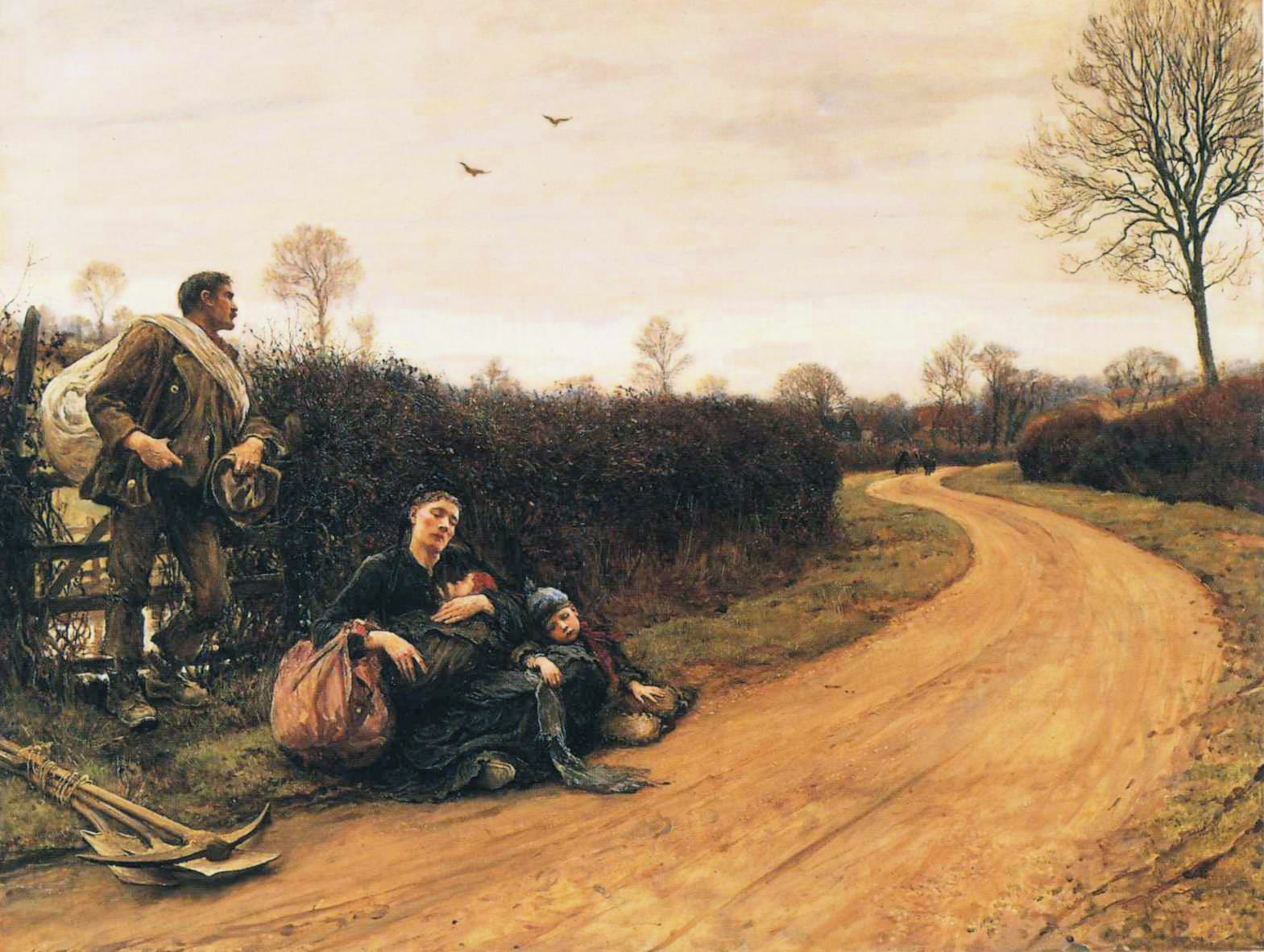
"Hard times" (1885)

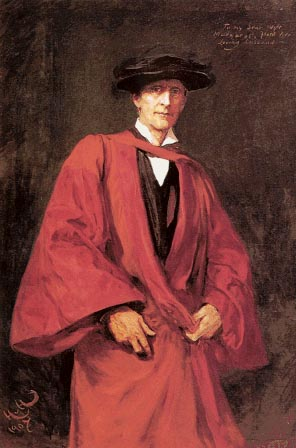
自画像 (1907)
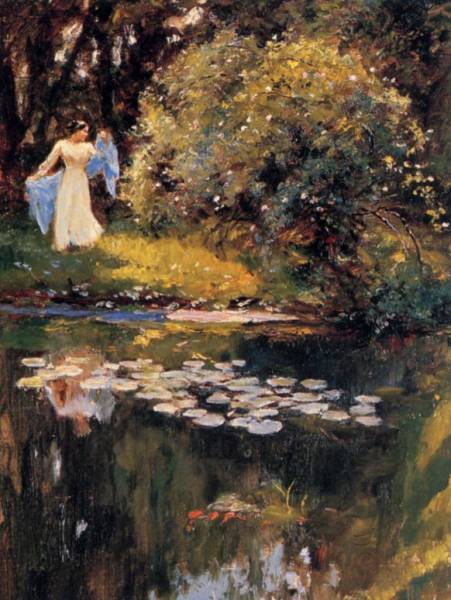
庭園で (1890)
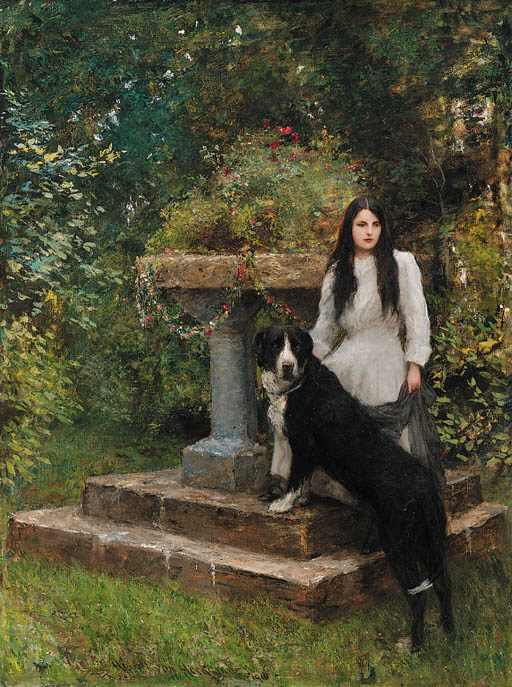
若い娘と犬 (1910)
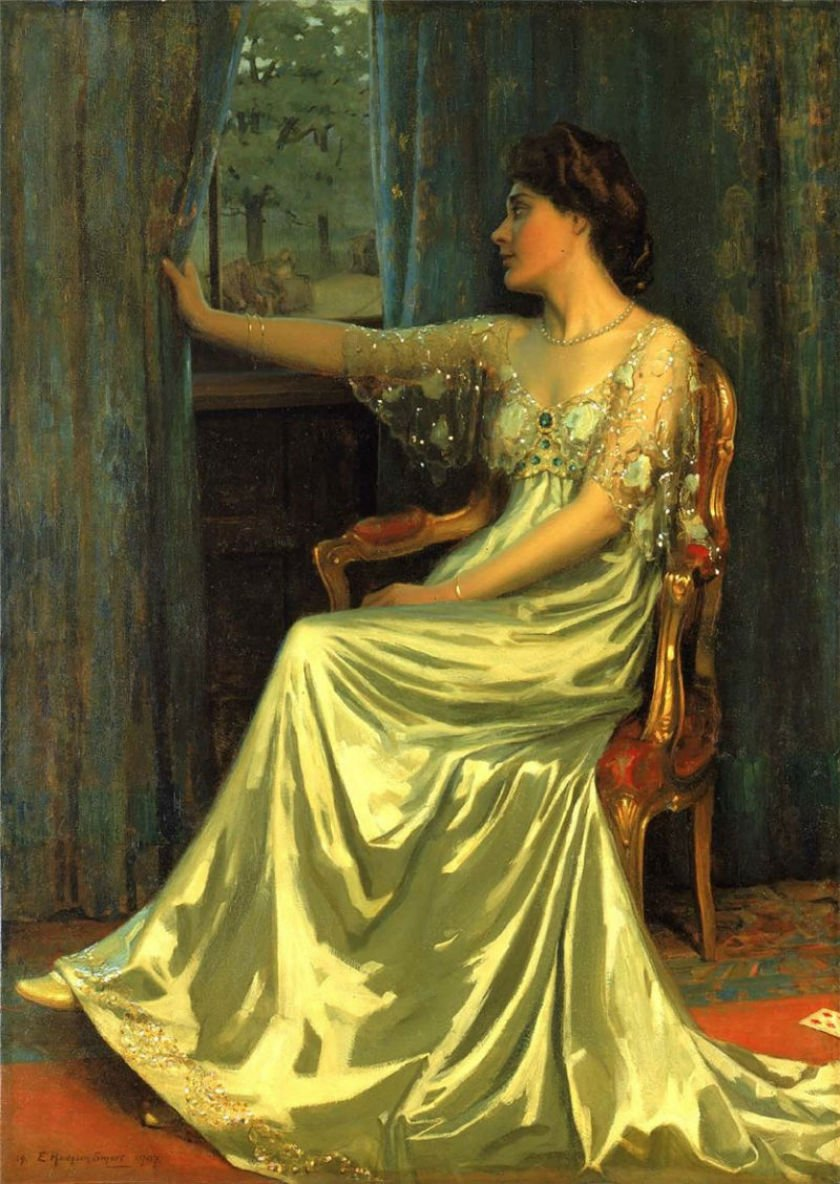
緑衣の婦人

## ヘルコマーの絵画学校(Herkomer's Art School)で学んだ学生
- ファーカー・マギリヴリー・ノウルズ (1859-1932)
- ブラマイア・ヤング (1862-1935)
- エイミー・ソーヤー (1863-1945)
- ジュリア・ベアトリス・ハウ (1867-1948)
- メーベル・プライド (1871-1918)
- アルジャーノン・タルマージ（1871-1939）
- ウィリアム・ニコルソン（1872-1949）
- ヴァイオレット・ティーグ（1872-1951）